# Jason Zárate
Jason José Zárate Barrantes (Heredia, 1 de agosto de 1991) es un futbolista profesional costarricense que juega como defensa y su actual equipo es el Club Deportivo Belén Siglo XXI de la Primera División de Costa Rica.

## Trayectoria
Inició su carrera en las ligas menores del Club Sport Herediano, para posteriormente hacer su debut oficial en el Verano 2010, en un partido ante la Asociación Deportiva Ramonense el 28 de febrero de 2010. En tres temporadas con los florenses logra disputar únicamente 12 encuentros, por lo que es cedido a préstamo al Orión FC para el Verano 2012, donde logra un gol en 17 apariciones. Regresa al Club Sport Herediano para el Campeonato de Invierno 2012. En su palmarés se encuentra los subcampeonatos del Campeonato de Invierno 2010, Campeonato de Invierno 2011 y Campeonato de Invierno 2012.

## Clubes
| Club                           | País       | Año             |
| ------------------------------ | ---------- | --------------- |
| Club Sport Herediano           | Costa Rica | 2010-2011       |
| Orión FC                       | Costa Rica | 2012            |
| Club Sport Herediano           | Costa Rica | 2012            |
| Club Deportivo Belén Siglo XXI | Costa Rica | 2013-actualidad |